# Sint-Hubertuskerk (Neerglabbeek)

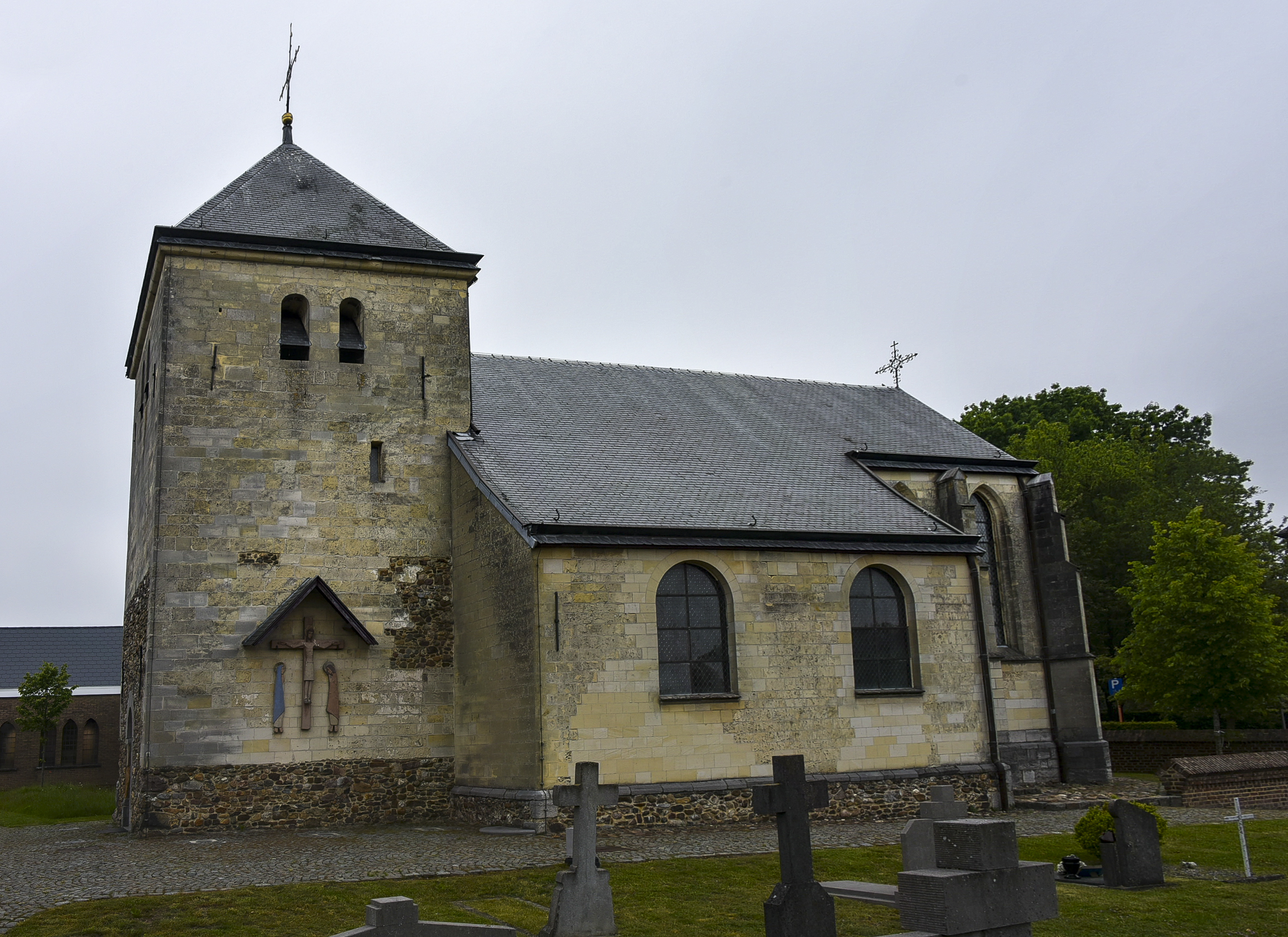
Sint-Hubertuskerk met het oude kerkschip

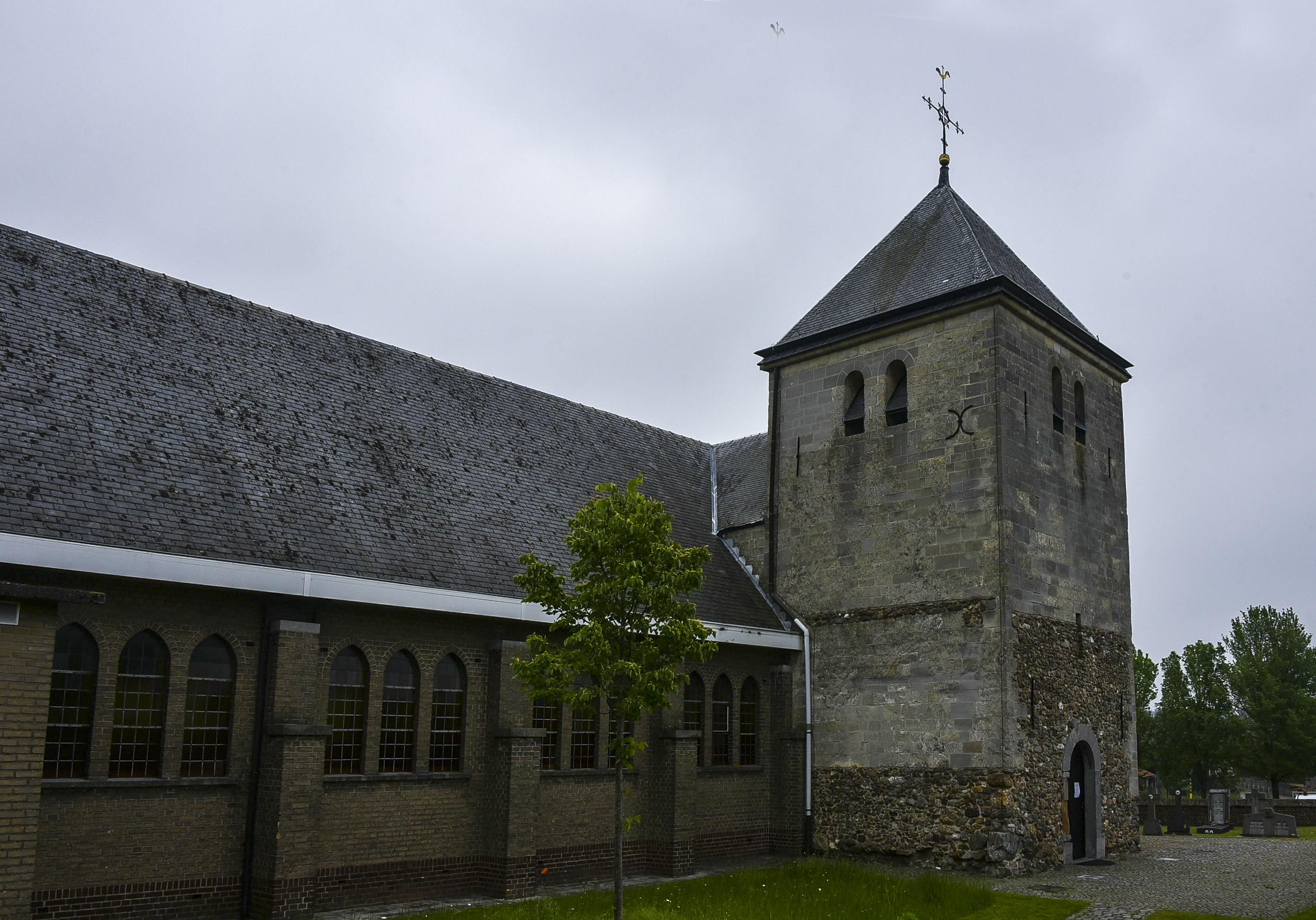
Sint-Hubertuskerk met het nieuwere kerkschip

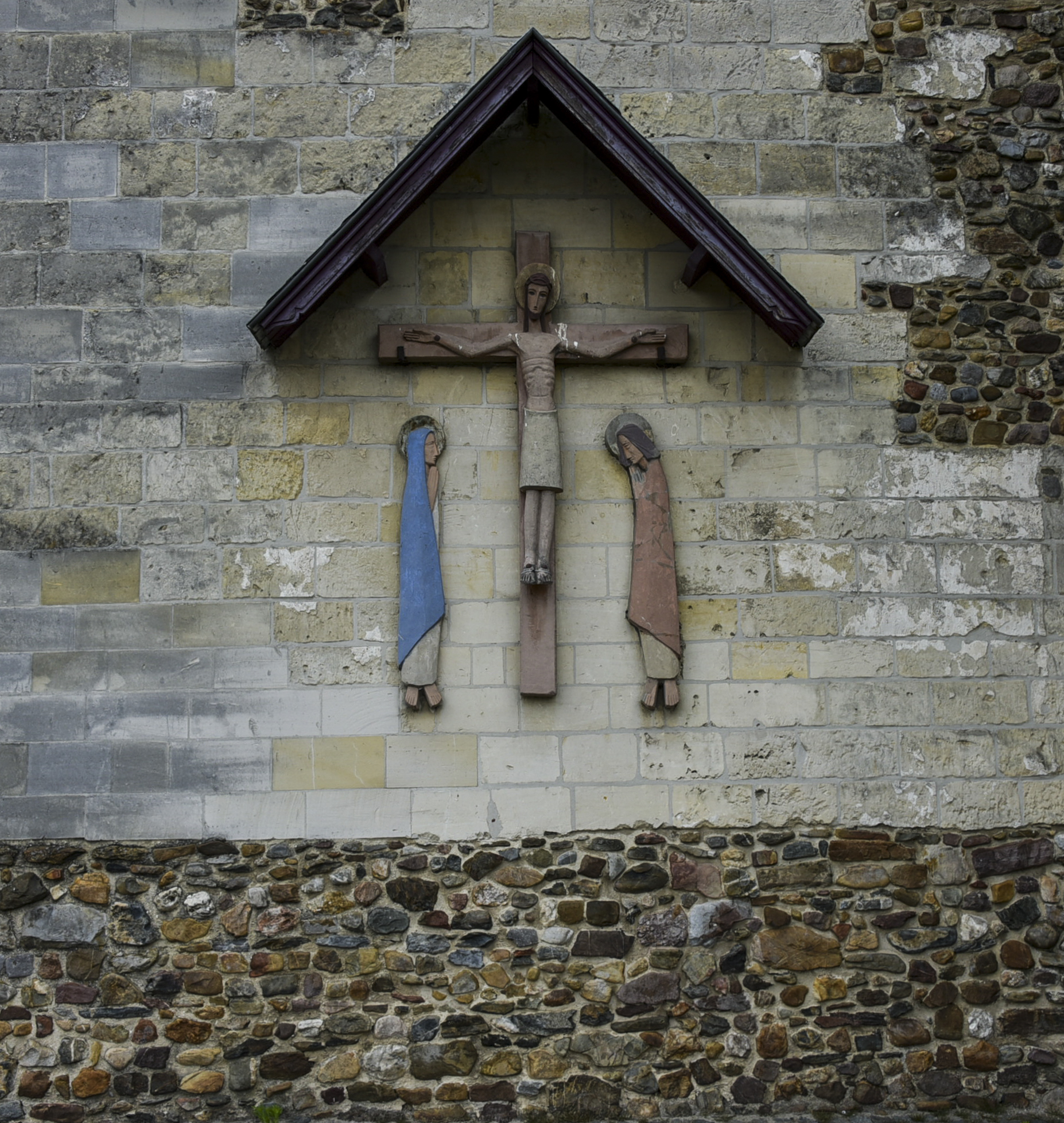
Sint-Hubertuskerk en haar Golgotha

De Sint-Hubertuskerk is de parochiekerk van Neerglabbeek, gelegen aan de Loostraat.

## Geschiedenis
De Sint-Hubertuskerk was vanouds een kwartkerk, afhankelijk van de Sint-Lambertusparochie te Opglabbeek. In 1219 schonken de Graven van Loon het patronaatsrecht en het tiendrecht aan de Abdij van Averbode. Soms had Neerglabbeek een eigen priester, maar meestal bediende de pastoor van Opglabbeek deze kerk. Pas in de 19e eeuw werd Neerglabbeek een zelfstandige parochie.
Oorspronkelijk stond hier een Romaans gebouw, opgetrokken uit breuksteen en Maaskeien. Van dit gebouw zijn nog delen in de huidige kerk verwerkt, zoals in de onderbouw van de toren en wellicht ook in de plint van het schip. Dit gebouw bestond al in de 13e eeuw. In de 13e eeuw werd de bovenbouw van de toren gebouwd in een overgangsstijl tussen Romaans en vroeg-gotisch.
Omstreeks 1459 werd het gotische koor en middenschip gebouwd.
In 1668 werd het schip verbouwd, terwijl begin 19e eeuw de zijbeuken werden verbreed en voorzien van vlakke zolderingen. In 1934 werd het schip in neogotische stijl vergroot door Karel Gessler. In 1994 werd de kerk gerestaureerd onder leiding van E. Martens.
Een ommuurd kerkhof omringt het kerkgebouw.

## Gebouw
De huidige kerk is driebeukig, met een zware vierkante voorstaande westtoren onder tentdak. De onderbouw van deze toren bestaat uit breuksteen, voornamelijk Maaskeien, en dateert uit de 13e eeuw. Het schip is van mergelsteen, met een plint van breuksteen. Het driezijdig gesloten koor is van mergelsteen met een plint van kalksteen.
Het kruisribgewelf is 15e-eeuws.In het koor is een opschrift aangebracht dat het jaartal 1459 toont.

## Meubilair
Een groot deel van het meubilair is neogotisch. Er is een beeldje van een knielende Sint-Hubertus uit de 2e helft van de 16e eeuw. Uit 1784 is het schilderij: De bekering van Sint-Hubertus, door Jan Aerts. Dit is afkomstig uit de Antonietenkerk te Maastricht.